# Palazzo Guerritore Broya
Il Palazzo Guerritore Broya è una struttura risorgimentale di Nocera Inferiore nota in città semplicemente come Torre Guerritore. Di proprietà privata, sorge nella centrale piazza Guerritore.

## Storia

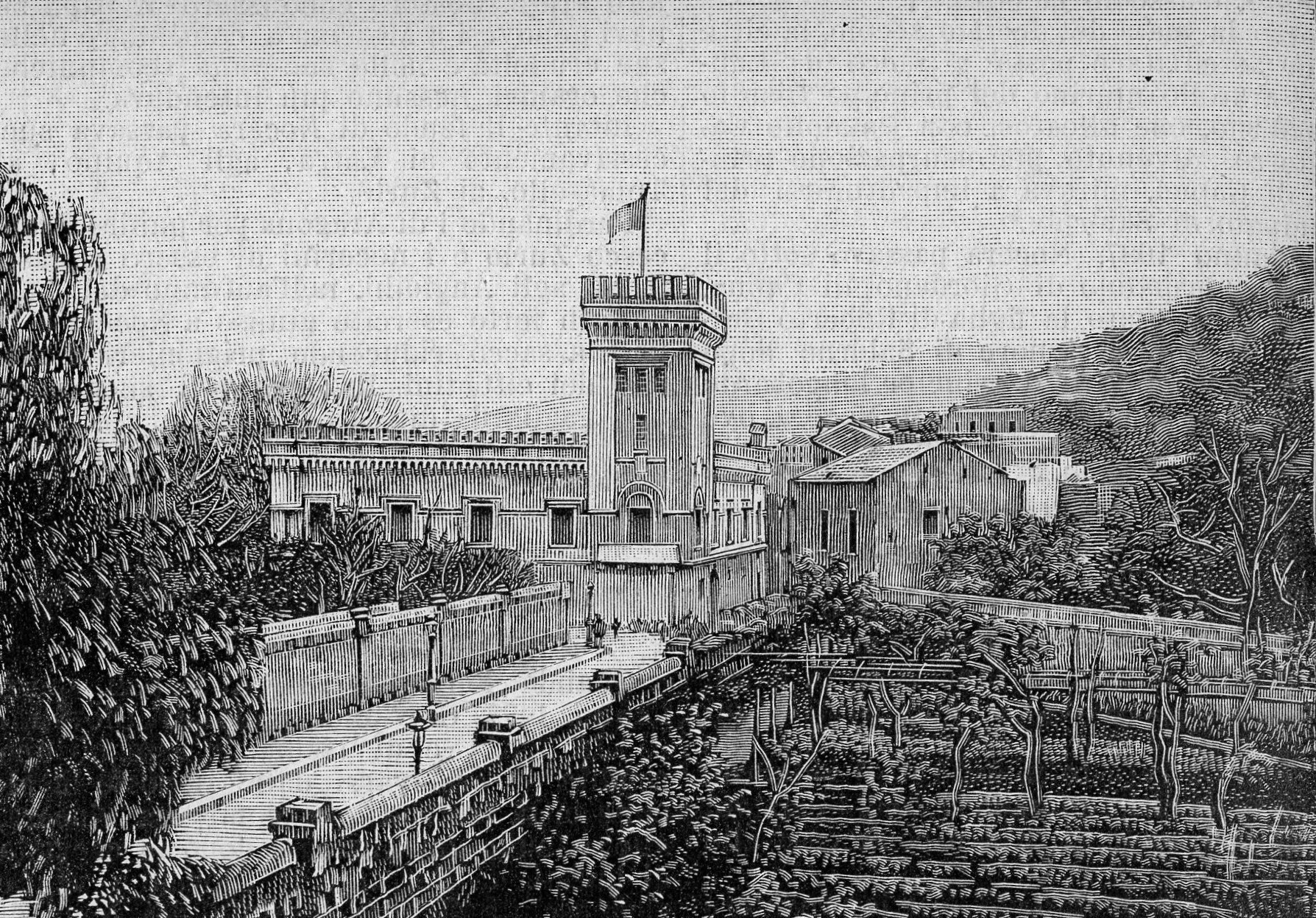
Palazzo Guerritore-Broya in una xilografia del 1902

Nella metà del Cinquecento l'area era occupata da una struttura palaziale appartenente alla famiglia Califano di Sperandei. 
All'inizio del secolo successivo Annibale Califano rimase senza eredi. Lasciò, così, il palazzo ai nipoti (figli di sua sorella Violante, moglie di Sabatello Broya).
Da quel momento la struttura passò in eredità alla famiglia Broya e vi restò fino al terzo quarto dell'Ottocento quando l'ultima erede di tale casata sposò Andrea Guerritore. 
Fu la nuova famiglia dare alla struttura l'aspetto attuale.
Attualmente è di proprietà della famiglia Guerritore, che grazie al Regio Decreto del 26 maggio 1887 fu autorizzata ad aggiungere al proprio casato quello della famiglia Broya, non più esistente.

## Struttura
Il Palazzo, realizzato nella metà del XIX secolo, si compone di un'imponente torre merlata, decorata da una serie di piccoli archi che si dispongono al di sotto della cornice, merlata anch'essa, della torre e del palazzo.

### La cappella di San Giacomo

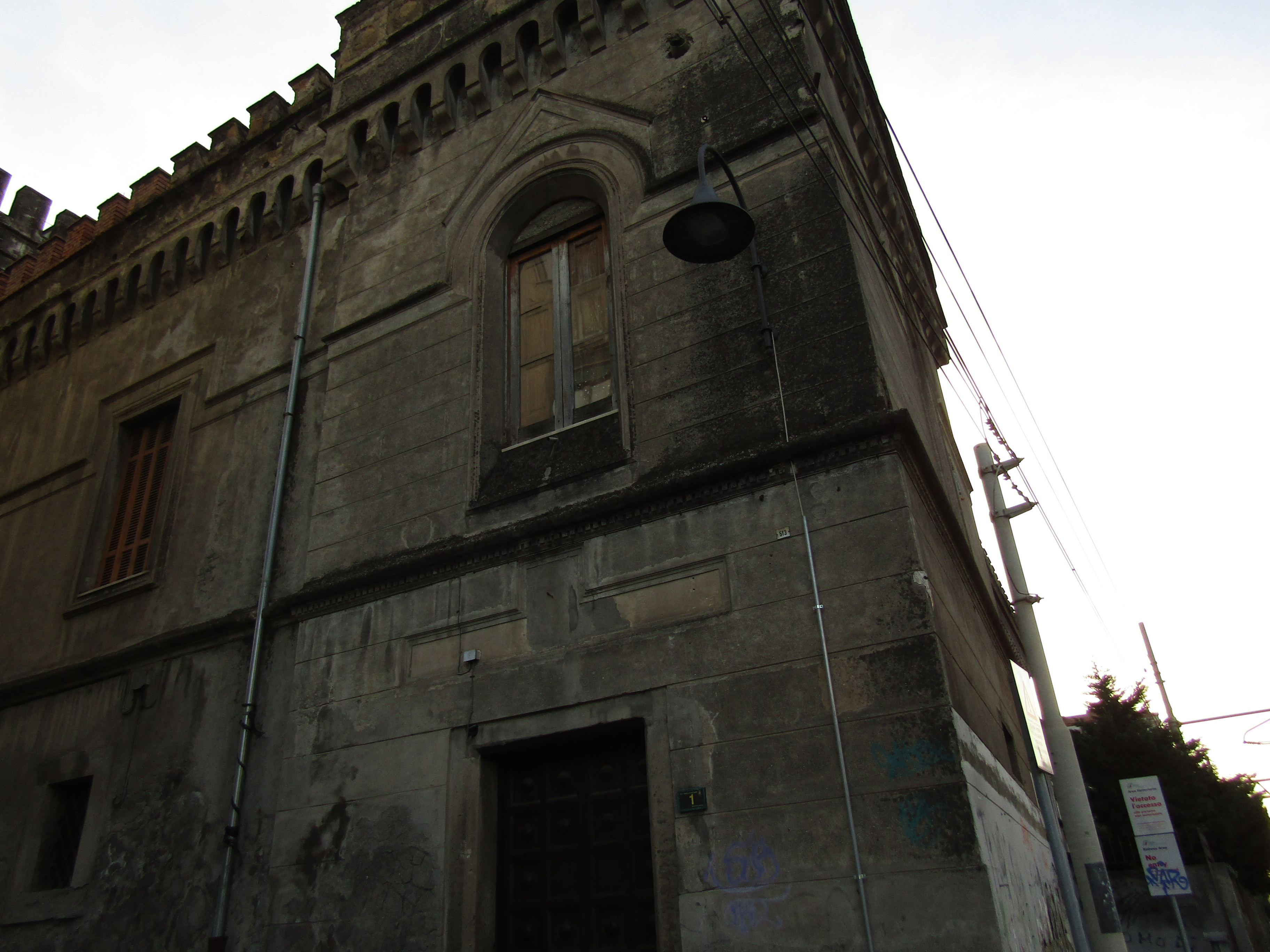
Facciata della Cappella

Il palazzo ospita l'antica cappella di San Giacomo dei Califano, oggi sconsacrata. Fu realizzata all'inizio del Seicento per volere di Annibale Califano, che impose la realizzazione della chiesetta come condizione ereditaria quando la struttura palaziale passò ai Broya.

## Curiosità
Nel 2011 la Panini scelse l'immagine di Palazzo Guerritore Broya come monumento rappresentativo per la squadra della Nocerina, appena promossa in Serie B, nell'edizione 2011-2012 dell'album Calciatori Panini.